# الغواصة الألمانية يو-850
غواصة يو-850 غواصة يو بوت ألمانية من الفئة التاسعة دي2 بنيت لسلاح بحرية ألمانيا النازية كريغسمارينه، في أحواض بناء السفن والآلات الألمانية وإيه جي فيزر في بريمن خلال الحرب العالمية الثانية. أبحرت في 18 نوفمبر عام 1943 وغرقت بواسطة طائرات من على متن USS Bogue في 20 ديسمبر. أبحرت يو-510 في 3 نوفمبر 1943 وأغرقت الناقلة البريطانية سان الفارو 7385t، والنرويجية ERLING Brøvig 9970t ، وسفينة الشحن الأمريكية EGSeubert 9181t، والنرويجية طريفة 7229t، والأمريكي جون A 7176t. بوور وسفينة ازالة الالغام البريطانية 249t Maaløy قبل الوصول إلى بينانغ في 5 مايو 1944. أبحرت في 18 نوفمبر عام 1943 وغرقت بواسطة طائرات من على متن USS Bogue في 20 ديسمبر.